# St. Peter (Stotzard)

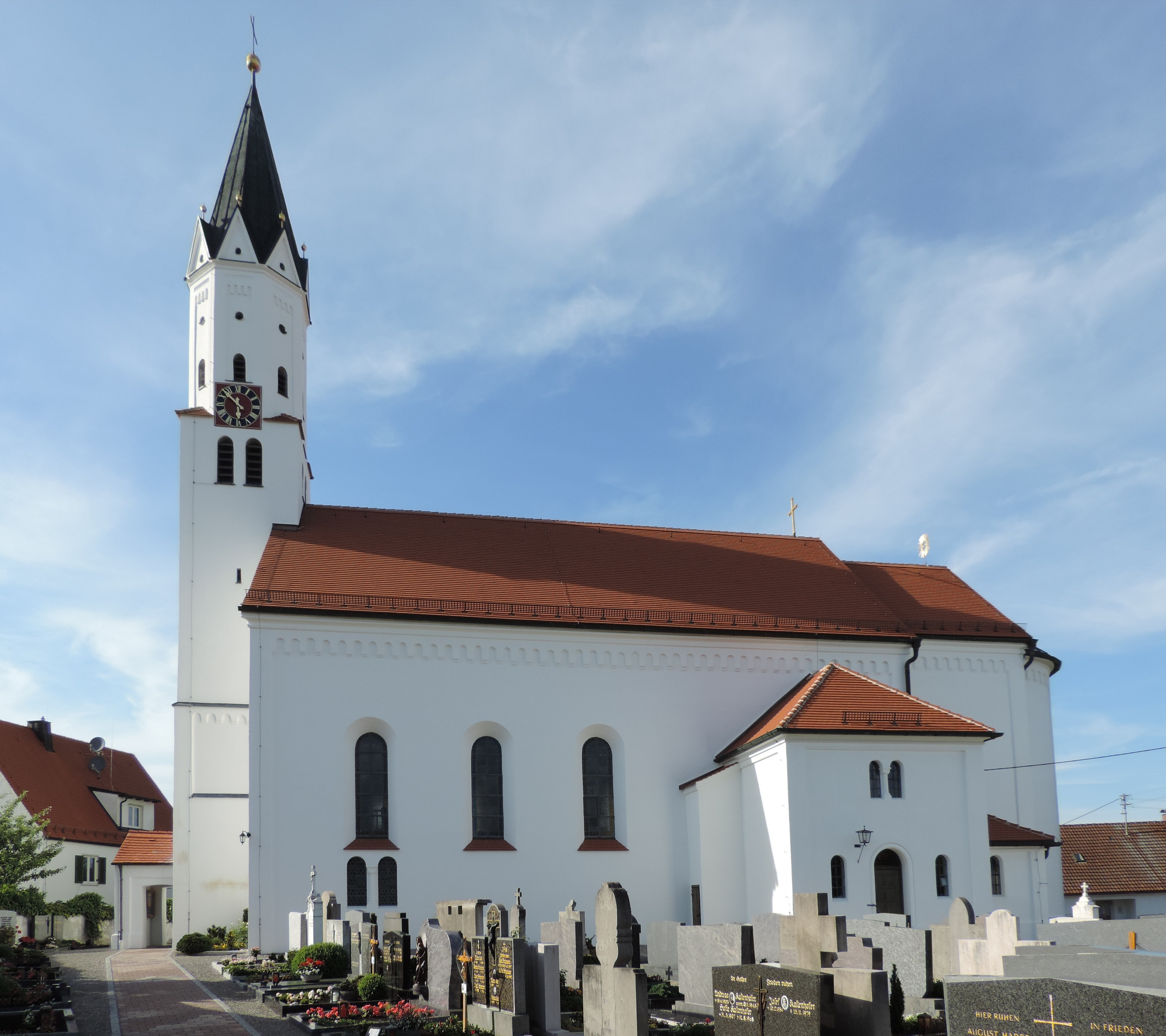
St. Peter in Stotzard

Die katholische Pfarrkirche St. Peter ist ein Baudenkmal in Stotzard bei Aindling.

## Kirchengebäude
Der quadratische Turm der Kirche St. Peter ist mit einem Oktogon-Aufsatz mit Spitzhelm zwischen Dreiecksgiebeln versehen. Er ist spätgotisch und wurde wohl im Barock erhöht. Das Langhaus wurde in den Jahren 1844/45 neu erbaut und die Kirche ein Jahr später geweiht. Der Chor mit Unterkirche wurde 1896 nach Plänen von Joseph Anton Müller errichtet. Der neuromanische und flachgedeckte Saalbau hat einen eingezogenen Altarraum mit erneut eingezogener Apsis. Der Raum ist durch Pilaster und Rundbogenblenden gegliedert.

## Ausstattung
Auch die neuromanische Ausstattung entstand vermutlich nach Entwürfen von Joseph Anton Müller. Die Fresken aus dem Jahr 1900 sind von Josef Adolf Lang. Die Altäre und Figuren wurden in der Mayerschen Kunstanstalt in München gefertigt. Die Kreuzwegreliefs sind von Ignaz Sager.

## Unterkirche
Durch das für den Bau des Chors erforderliche Fundament entstand ein Raum unterhalb der Kirche. Dieser beherbergt ein Heiliges Grab aus Tuffstein. Es handelt sich um eines der bekanntesten Heiligen Gräber in der Gegend, welches viel besucht wird.